# We Were Dancing
We Were Dancing ist eine US-amerikanische Filmkomödie aus dem Jahr 1942 mit Norma Shearer und Melvyn Douglas. Die Regie des Films führte Robert Z. Leonard. Das Drehbuch basiert auf zwei Einaktern aus Noël Cowards Tonight at 8:30.

## Handlung
Der wohlhabende Rechtsanwalt Hubert Tyler steht vor der Heirat mit der polnischen Prinzessin Victoria Wilomirska. Doch just am Abend der Verlobung taucht der völlig mittellose österreichische Baron Nicholas Prax auf. Das Unvermeidliche geschieht: Victoria und Nicholas verlieben sich unsterblich ineinander. Sie brennen durch, heiraten und dann erfährt Victoria, was für einen Mann sie da geheiratet hat: Nicholas verdient sein Geld als Begleiter älterer Damen. Nach gut einem Jahr ist die Liebe vorüber und Vicky will zurück zu Hubert. Alles läuft gut, doch während des Scheidungstermins vor Gericht vertritt sich Nicky selber und zwingt Vicky, vor allen Anwesenden unter Eid zu schwören, wie sehr sie ihn immer noch liebt. Es folgen noch einige weitere, allesamt harmlose Verwicklungen, ehe die beiden sich endlich wieder völlig vertrauen.

## Hintergrund
Die Karriere von Norma Shearer war nach der Eheschließung mit Irving Thalberg nur in eine Richtung gegangen: nach oben. Mit dem Aufkommen des Tonfilms wurde Shearer zur „First Lady of the Talkies“ ernannt und zur „Queen of MGM“. Sie hatte uneingeschränkten Zugriff auf die besten Techniker, Maskenbildner und Kostümdesigner und trat ausschließlich in A-Produktionen auf. Doch der Tod von Thalberg 1936 beendete ihre Herrschaft. Nach teilweise öffentlich ausgetragenen Streitereien mit dem Studio um das Erbe von Thalberg einigte sich Shearer auf einen Vertrag über sechs Filme mit einer Gage von jeweils 150.000 US-Dollar. Das Studio bot der Schauspielerin zahlreiche gute Rollen an, darunter Susan und der liebe Gott und Mrs. Miniver, aber Shearer lehnte ab. Ihre Karriere endete schließlich 1942 mit Auftritten in zwei Salonkomödien, We Were Dancing und Her Cardboard Lover, die beide an der Kinokasse floppten. Angebote, danach zu Konkurrenzstudios wie Warner Brothers oder 20th Century Fox zu wechseln, lehnte die Schauspielerin ab, die sich danach mehr und mehr in ihr Privatleben zurückzog, das sie mit ihrem 20 Jahre jüngeren zweiten Ehemann teilte.

## Kinoauswertung
Die Herstellungskosten beliefen sich auf 1.085.000 US-Dollar, was dem durchschnittlichen Budget für einen A-Film bei MGM zu der Zeit entsprach. An der Kinokasse floppte der Film auf ganzer Linie. In den USA spielte We Were Dancing katastrophale 581.000 US-Dollar ein, zu denen lediglich weitere 498.000 US-Dollar aus dem Ausland hinzukamen. Bei einem kumulierten Einspielergebnis von nur 1.079.000 US-Dollar musste das Studio am Ende einen Verlust von 409.000 US-Dollar realisieren.

## Kritiken
Die Kritiker wiesen mit Recht darauf hin, dass diese Art von frivoler Komödie nicht nur veraltet sei, sondern auch in offenem Widerspruch zur aktuellen Situation des Krieges stehe.
Bosley Crowther, seit Jahren ein Anhänger der Schauspielerin, fand in The New York Times besonders lobende Worte für die Kleider, die Shearer trug, was niemals ein positives Zeichen ist. Er meinte, die Kostüme würden einem den Atem verschlagen (“Miss Shearer wears clothes that will knock your eye out.”).
Variety war schon deutlicher mit dem Hinweis auf die doch recht altmodischen Geschehnisse aus der besseren Gesellschaft auf der Leinwand, die so gar nicht zu den aktuellen Ereignissen passen würden (“such uppercrust antics...seem entirely out of place in times like these.”).